# 奕果
不入八分輔國文恪公奕果（1791年8月25日—1870年2月7日），閒散宗室綿道第二子，母馬佳氏，其父為馬佳穆登額，誠郡王系第五代。
他在乾隆五十六年七月（1791年）出生，嘉慶五年九月（1800年）成為剛去世的奉恩輔國公綿策的嗣子，次年正月（1801年）接替養父成為誠郡王第五代，但因為誠郡王並非世襲罔替的爵位，因此他的封爵只是不入八分輔國公。
嘉慶十二年十二月（1807年），清廷授封他為頭等侍衛，到道光二十二年六月（1842年）因病辭去頭等侍衛一職。到同治九年正月（1870年），他去世，虛齡八十岁，由長子載齡襲封誠郡王系第六代，不過不再遞降，仍舊是不入八分輔國公。